# Locale di Serra San Bruno
(Giuseppe Commisso durante una intercettazione dell'operazione Crimine del 2010 con Domenico Antonio Vallelonga)
Il locale di Serra San Bruno è un'organizzazione criminale di 'ndrangheta esistente nel comune di Serra San Bruno e che insiste su altri comuni del vibonese e del catanzarese e più in generale in un'ampia area delle Serre calabresi.
Le 'ndrine più importanti che compongono il locale sono quelle dei Vallelunga di Serra San Bruno, di Gagliato, dei Sia di Soverato, gli Iozzo di Chiaravalle Centrale, i Procopio e i Lentini di San Sostene, i Chiefari di Torre di Ruggiero e i Bruno di Vallefiorita.

## Struttura
Come tutte le locali di 'ndrangheta è doppiamente compartimentata in società maggiore e società minore e come scritto nelle carte dell'operazione Crimine del 2010, in una intercettazione di Domenico Antonio Vallelonga afferma che il locale dipende dal Crimine di Polsi.
| Cariche del locale di Gioiosa Jonica fino al 2012 | Cariche del locale di Gioiosa Jonica fino al 2012 | Cariche del locale di Gioiosa Jonica fino al 2012 |
| capo società                                      | Contabile                                         | Mastro di giornata                                |
| ------------------------------------------------- | ------------------------------------------------- | ------------------------------------------------- |
| Damiano Vallelunga (Fino al 2009)                 | ?                                                 | ?                                                 |

## 'ndrine e locali dipendenti
- 'ndrina Vallelunga di Serra San Bruno[3]
- 'ndrina di Gagliato[3] con a capo Massimiliano Sestito
- 'ndrina Sia[3] con competenza su Soverato
- 'ndrina Procopio[3]
- 'ndrina Lentini[3]
- 'ndrina Iozzo-Chiefari[3] con competenza a Chiaravalle Centrale e Torre di Ruggiero e presenti in parte del territorio di Argusto in condivisione con i Sestito
- 'ndrina Bruno[3]

## Esponenti di spicco
- Damiano Vallelunga (1957 - 2009)[3]
- Mario Vallelunga[3]
- Vittorio Sia (1959 - 2010)[3]
- Massimiliano Sestito[3]
- Giuseppe Bruno[3]
- Raffaele Iozzo[3]
- Mario Iozzo[3]